# James Angus Gillan
James Angus Gillan, född 11 oktober 1885 i Aberdeen, död 23 april 1981 i Leigh, var en brittisk roddare.
Gillan blev olympisk guldmedaljör i fyra utan styrman vid sommarspelen 1908 i London.